# Interstate 45
Interstate 45 (afgekort I-45) is een Interstate Highway in de Verenigde Staten. Het is de langste Interstate highway die door één staat loopt: Texas. Bij de massale evacuatie in verband met orkaan Rita werden alle rijbanen van Interstate 45 in dezelfde richting gebruikt.

## Belangrijke steden aan de I-45
Galveston - Houston - Dallas